# Погорільська сільська рада (Семенівський район)
Погорі́льська сільська́ ра́да — адміністративно-територіальна одиниця та орган місцевого самоврядування в Семенівському районі Чернігівської області. Адміністративний центр — село Погорільці.

## Загальні відомості
Погорільська сільська рада утворена у 1920 році.
- Територія ради: 120,56 км²
- Населення ради: 1 568 осіб (станом на 2001 рік)

## Населені пункти
Сільській раді підпорядковані населені пункти:
- с. Погорільці
- с. Лосівка
- с. Тополівка

## Склад ради
Рада складається з 16 депутатів та голови.
- Голова ради: Василенко Віктор Володимирович

### Керівний склад попередніх скликань
| Прізвище, ім'я, по батькові    | Основні відомості                                                                     | Дата обрання | Дата звільнення |
| ------------------------------ | ------------------------------------------------------------------------------------- | ------------ | --------------- |
| Василенко Віктор Володимирович | Сільський голова, 1965 року народження, освіта середня загальна, член Народної партії | 26.03.2006   | 31.10.2010      |
| Василенко Віктор Володимирович | Сільський голова, 1965 року народження, освіта середня загальна, член Народної партії | 31.10.2010   |                 |

Примітка: таблиця складена за даними сайту Верховної Ради України

### Депутати
За результатами місцевих виборів 2010 року депутатами ради стали:

#### За суб'єктами висування
| Суб'єкт висування           | Кількість обраних депутатів | %    |
| --------------------------- | --------------------------- | ---- |
| Партія регіонів             | 6                           | 37,5 |
| Народна партія              | 5                           | 31,3 |
| Комуністична партія України | 4                           | 25   |
| Самовисування               | 1                           | 6,3  |

#### За округами
| № округу                    | Прізвище, ім'я, по батькові     | Дата визнання обраним | Освіта  | Партійна приналежність            | Відомості про обраного депутата                                 |
| --------------------------- | ------------------------------- | --------------------- | ------- | --------------------------------- | --------------------------------------------------------------- |
| Комуністична партія України |                                 |                       |         |                                   |                                                                 |
| 4                           | Степанченко Валентина Борисівна | 02.11.2010            | вища    | член Комуністичної партії України | Погорільська загальноосвітня школа, вчитель                     |
| 6                           | Євмененко Микола Васильович     | 02.11.2010            | середня | позапартійний                     | тимчасово не працює                                             |
| 10                          | Шевченко Анатолій Степанович    | 02.11.2010            | середня | член Комуністичної партії України | тимчасово не працює                                             |
| 13                          | Цирулік Сергій Володимирович    | 02.11.2010            | середня | член Комуністичної партії України | Погорільська загальноосвітня школа, техпрацівник                |
| Народна Партія              |                                 |                       |         |                                   |                                                                 |
| 2                           | Тимощенко Наталія Петрівна      | 02.11.2010            | вища    | член Народної партії              | Погорільська загальноосвітня школа, директор                    |
| 5                           | Коротков Михайло Анатолійович   | 02.11.2010            | вища    | член Народної партії              | Погорільська дільнична лікарня, головний лікар                  |
| 7                           | Коробко Сергій Володимирович    | 02.11.2010            | середня | член Народної партії              | фермерське господарство «Надія», механіза-тор                   |
| 15                          | Домоцький Анатолій Михайлович   | 02.11.2010            | середня | член Народної партії              | Радомське лісництво, лісник                                     |
| 16                          | Лось Іван Михайлович            | 02.11.2010            | вища    | член Народної партії              | Погорільська Дільниця Ветеринарної медицини, завідувач дільниці |
| Партія регіонів             |                                 |                       |         |                                   |                                                                 |
| 1                           | Василенко Віра Василівна        | 02.11.2010            | середня | член Партії регіонів              | Погорільська сільрада, спеціаліст                               |
| 3                           | Черниш Наталія Віталіївна       | 02.11.2010            | середня | член Партії регіонів              | Погорільська сільська рада, касир                               |
| 8                           | Кулак Тетяна Василівна          | 02.11.2010            | середня | член Партії регіонів              | Погорільська сільська бібліотека, завідувачка                   |
| 9                           | Лось Галина Анатоліївна         | 02.11.2010            | вища    | член Партії регіонів              | Погорільська Сільрада, бухгалтер                                |
| 11                          | Горовець Ірина Юріївна          | 02.11.2010            | середня | член Партії регіонів              | Погорільська сільрада, завідувачка Клуббібліотеки с. Тополівка  |
| 14                          | Галутва Антоніна Іванівна       | 02.11.2010            | середня | член Партії регіонів              | Погорільська сільрада, завідувачка Лосівського ФАПу             |
| Самовисування               |                                 |                       |         |                                   |                                                                 |
| 12                          | Тимошенко Анатолій Васильович   | 02.11.2010            | середня | позапартійний                     | Голова первинної організації ветеранів України                  |